# Jakob Farshtej

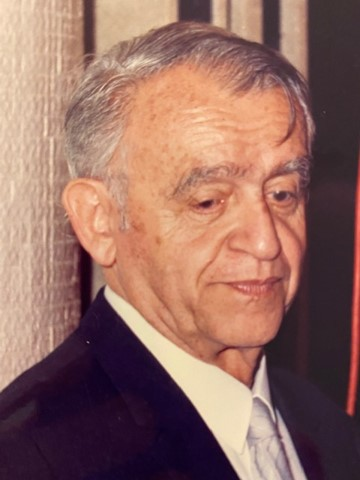
Jakob Farshtej

Jakob Farshtej (* 10. Mai 1919; † 1994) war ein israelischer Geheimdienstchef und Terrorist.

## Leben
Jakob Farshtej war ab 1944 als Geheimdienstchef für die nationalistische jüdische Organisation Irgun Tzwa’i Le’umi von Menachem Begin tätig. Er organisierte Bombenanschläge in Europa, darunter den auf die britische Botschaft in Rom am 31. Oktober 1946. Die Irgun wurde zwar bald nach der Gründung des Staates Israel aufgelöst, ihre Strukturen und Hauptakteure waren dadurch jedoch nicht außer Kraft gesetzt.
Farshtej war an dem Attentat auf Konrad Adenauer 1952 in München beteiligt und wurde wenige Tage nach der Explosion der Paketbombe in Paris festgenommen. In der Folge wurde er aus Frankreich ausgewiesen und verlegte seinen Wohnsitz nach Israel.
Farshtej, der sich zeitweise auch Eli oder Ely Tavin nannte, war in öffentlichen Ämtern für die Cherut-Partei aktiv und schrieb eine akademische Arbeit über den Kampf der Irgun in Europa, der er seinen Doktorgrad in Geschichte verdankte. Diese „Memoiren“ können als Bekenntnis, dass Farshtej einer der Planer des Attentats auf Adenauer war, gelesen werden. In englischer Übersetzung erschienen Werke Farshtejs mit der Autorenangabe Ely J. Tavin unter den Titeln Psychological Warfare and Propaganda. Irgun Documentation (1982) und Terrorists or Freedom Fighters (1986).